# John Dalli
John Dalli (La Valleta, 5 de octubre de 1948) es un político europeo de origen maltés que, tras ocupar diversos puestos como contable en empresas de la industria maltesa y de consultoría financiera, fue nombrado ministro en varios gabinetes nacionales. Desempeó el cargo de Comisario europeo de Salud y Política de Consumidores en la Comisión Barroso II, hasta que dimitió voluntariamente el 16  de octubre de 2012 al ser acusado de corrupción.